# Big Stone City
Big Stone City – miasto w Stanach Zjednoczonych, w stanie Dakota Południowa, w hrabstwie Grant.